# Leptotarsus serotinellus
Leptotarsus serotinellus är en tvåvingeart som först beskrevs av Alexander 1928.  Leptotarsus serotinellus ingår i släktet Leptotarsus och familjen storharkrankar. Inga underarter finns listade i Catalogue of Life.